# Macrothele vidua
Macrothele vidua là một loài nhện trong họ Hexathelidae. Loài này phân bố ở Ấn Độ.